# Секур
Секу́р (фр. Saicourt) — коммуна в административном делении Бернская Юра (фр. Jura bernois) в кантоне Берн на северо-западе Швейцарии, входит в состав округа Мутье. Коммуна включает в себя такие населённые пункты, как Лё Фуэ, Бельле, Ла-Боттьер и Монботье. Население в диапазоне от 624 до 645 человек (на 2021 год).

## История
Аббатство Бельле было основано в близлежащей долине Бельле (Bellelay) в 1140 году. Аббатство владело землёй и правами в деревне Секур на протяжении большей части своей истории. Однако и Секур, и Лё Фуэ (Le Fuet) принадлежали пробсту аббатства Мутье-Грандваль под управлением князя-епископа Базеля. Первое упоминание Секура, — тогда Закура (Zacurt) — датируется 1262 годом.

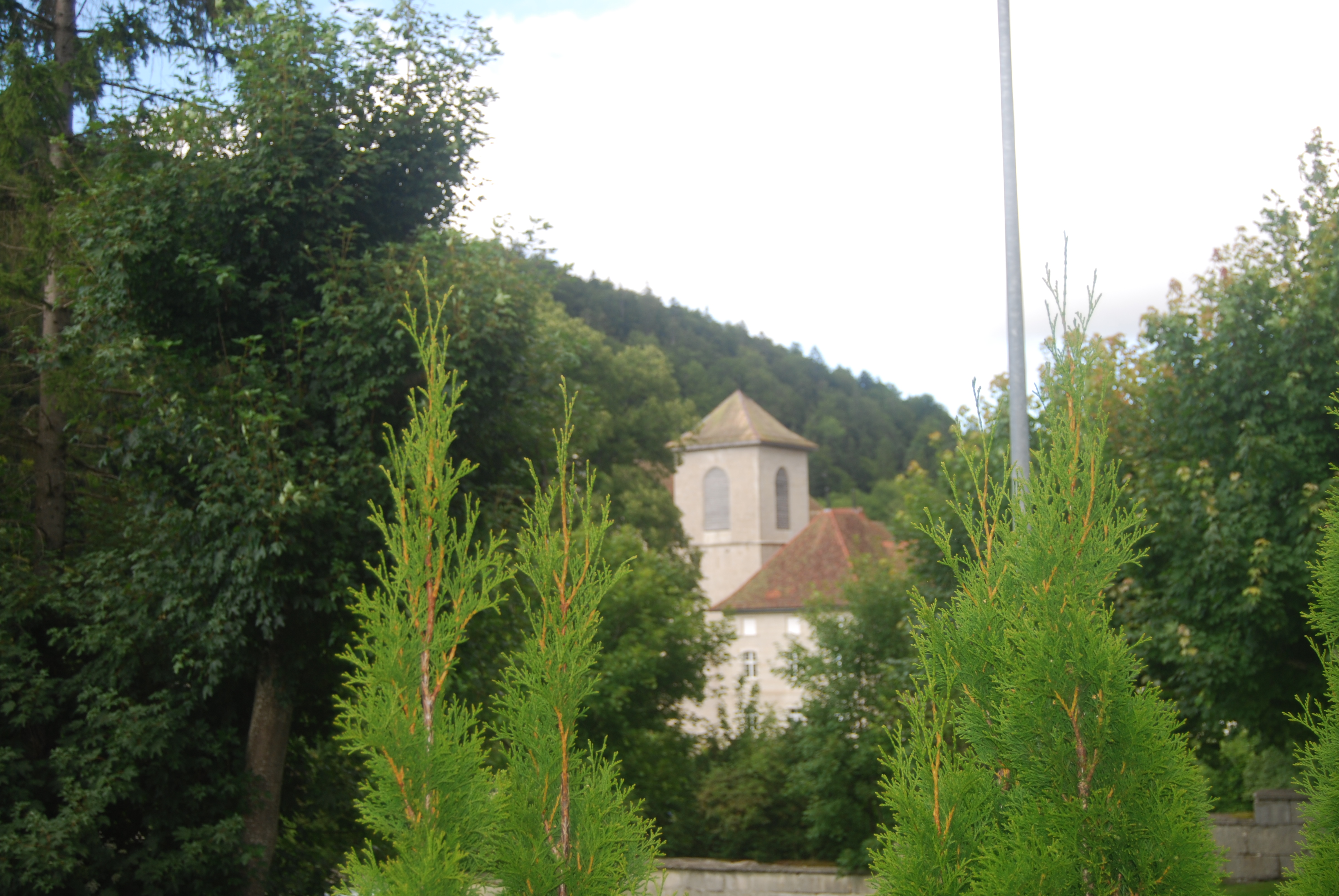
Аббатство Бельле (2010)
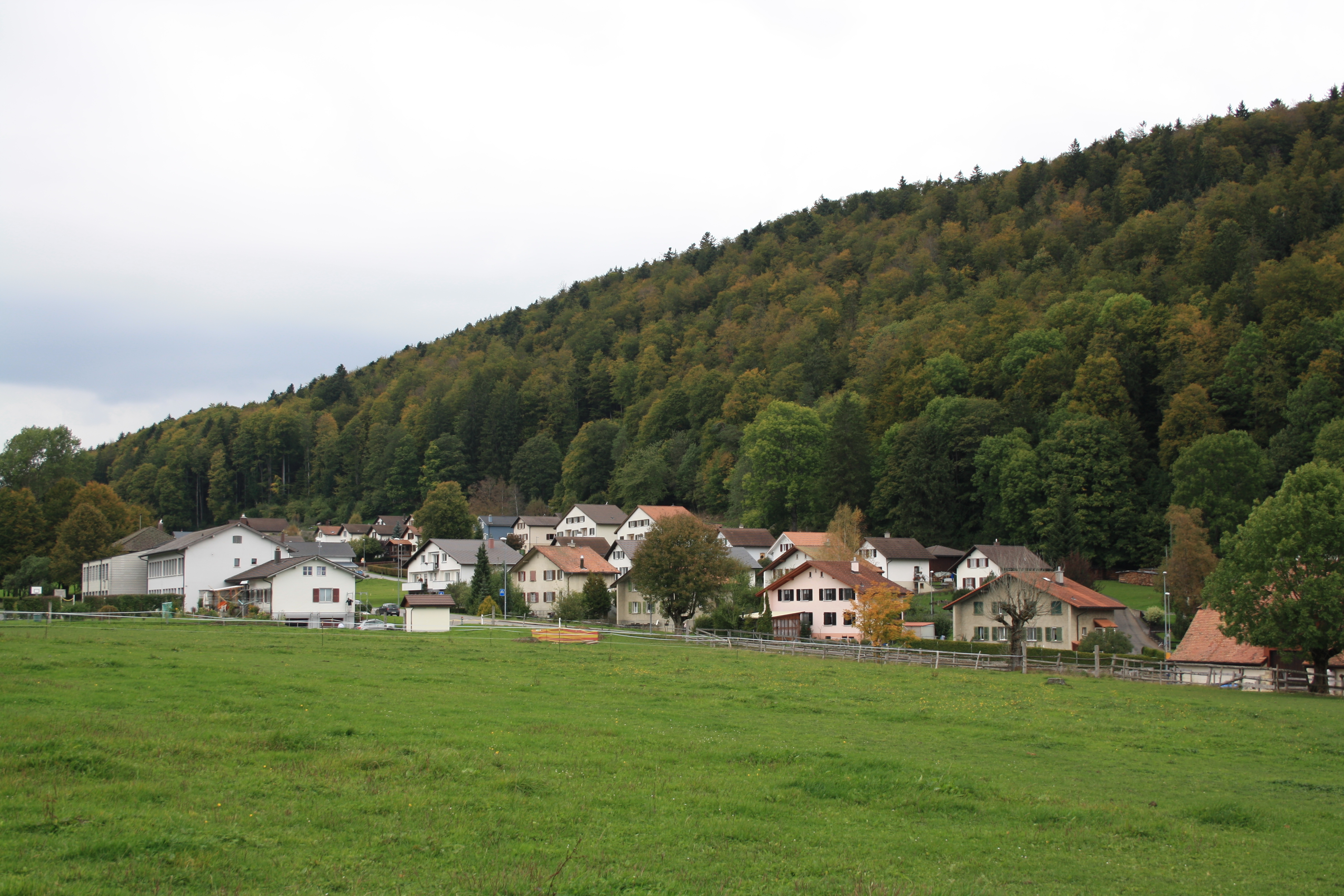
Вид на долину Бельле (2012)

В XVIII веке в деревне Монботье (Montbautier) поселилось несколько немецкоговорящих анабаптистов. После французского вторжения 1798 года аббатство было освобождено от церковного влияния, а Секур стал независимым политическим муниципалитетом, частью французского департамента Мон-Террибля. Три года спустя, в 1800 году, муниципалитет стал частью департамента Верхний Рейн. После поражения Наполеона и Венского конгресса Секур был отнесён к кантону Берн в 1815 году. В 1899 году аббатство Бельле было переоборудовано в психиатрическую клинику, которая станет крупнейшим работодателем в муниципалитете; в 2008 году в клинике будет работать около 341 человек.
Деревни Секур и Лё Фуэ входили в состав прихода Таванн-Шендон до 1928 года. В это время Лё Фуэ и Бельле перешли в приход Таван, а Секур стал частью прихода Реконвилье. В 1938 году в Лё Фуэ была построена Швейцарская реформатская часовня.
В средние века и в эпоху раннего нового времени бо́льшая часть местной экономики была основана на производстве сыра Тет-де-муан в аббатстве. Начиная с XVIII века к этому добавились часовая промышленность и добыча кварцевого песка. Торфоразработки стали распространены в Бельле и Ла-Боттьер (La Bottiere). К началу XX века часовое дело и добыча песка угасли, а торфоразработки прекратились в 1945 году.

## География
Площадь коммуны Секура составляет 13,77 км². По состоянию на 2012 год, 6,17 км² или 44,8 % используется в сельскохозяйственных целях, а 6,89 км² или 50 % покрыто лесом. Из остальных земель 0,6 км² или 4,4 % заселены (здания или дороги), 0,02 км² или 0,1 % ― реки или озёра и 0,12 км² или 0,9 % — непродуктивные земли.
В том же 2012 году площадь жилья и зданий составила 2,2 %, а транспортная инфраструктура ― 1,5 %. Из лесных земель 46,0 % общей площади занимают густые леса, а 4,0 % покрыты садами или небольшими скоплениями деревьев. Из сельскохозяйственных земель 4,1 % используется для выращивания сельскохозяйственных культур, 32,8 % — пастбища, 7,6 % — альпийские пастбища. Вся вода в муниципалитете проточная.
Муниципалитет расположен в долинах Траме, Лё Фуэ и Бельле и состоит из деревни Секур и деревень Ла-Боттьер и Монботье. 31 декабря 2009 года округ де Мутье, бывший округ муниципалитета, был распущен. На следующий день, 1 января 2010 года, он вошёл в состав вновь созданного административного округа Бернская Юра.

Панорама Лё Фуэ (2012)

## Население
Население Секура составляет 645 человек. По состоянию на 2021 год, 24 человека (3,7 % населения) являются иностранными гражданами. За последние период 2001—2011 годов население изменилось на 1,7 %. На миграцию пришлось 1,3 %, а на рождение и смерть — 0,3 %.
Большинство населения (по состоянию на 2000 год) говорит на французском языке (565 чел. или 84,0 %) в качестве своего родного языка, на втором месте по распространённости — немецкий язык (85 чел. или 12,6 %), на третьем — итальянский язык (10 чел. или 1,5 %).
По состоянию на 2008 год население состояло из 51,4 % мужчин и 48,6 % женщин. Население состояло из 287 швейцарских мужчин (48,4 % населения) и 18 (3,0 %) нешвейцарских мужчин. Швейцарских женщин было 284 (47,9 %) и 4 (0,7 %) нешвейцарских. Из всего населения муниципалитета 219 человек или около 32,5 % родились в Секуре и проживали там в 2000 году. 214 человек, или 31,8 % населения, родились в том же кантоне, 102 чел., или 15,2 %, родились где-то ещё в Швейцарии, а 53 чел., или 7,9 %, родились за пределами Швейцарии.
По состоянию на 2011 год дети и подростки (0—19 лет) составляют 25,5 % населения, взрослые же (20—64 года) — 61,5 %, а пожилые (старше 64 лет) — 12,9 %. По состоянию на 2000 год в муниципалитете насчитывалось 318 человек, которые были одиноки и никогда не состояли в браке. Женатых было 289 человек, 44 вдовы или вдовца и 22 разведённых.
По состоянию на 2010 год, насчитывалось 80 домохозяйств, состоящих только из одного человека, и 21 домохозяйство с пятью и более людьми. В 2000 году 225 квартир (78,7 % от общего числа) были постоянно заняты, 42 квартиры (14,7 %) были заняты сезонно и 19 квартир (6,6 %) пустовали. Уровень вакансий в муниципалитете в 2012 году составил 2,54 %. В 2011 году односемейные дома составляли 60,2 % от общего количества жилья в муниципалитете.
Историческая численность населения представлена на следующей диаграмме:

## Культурное наследие

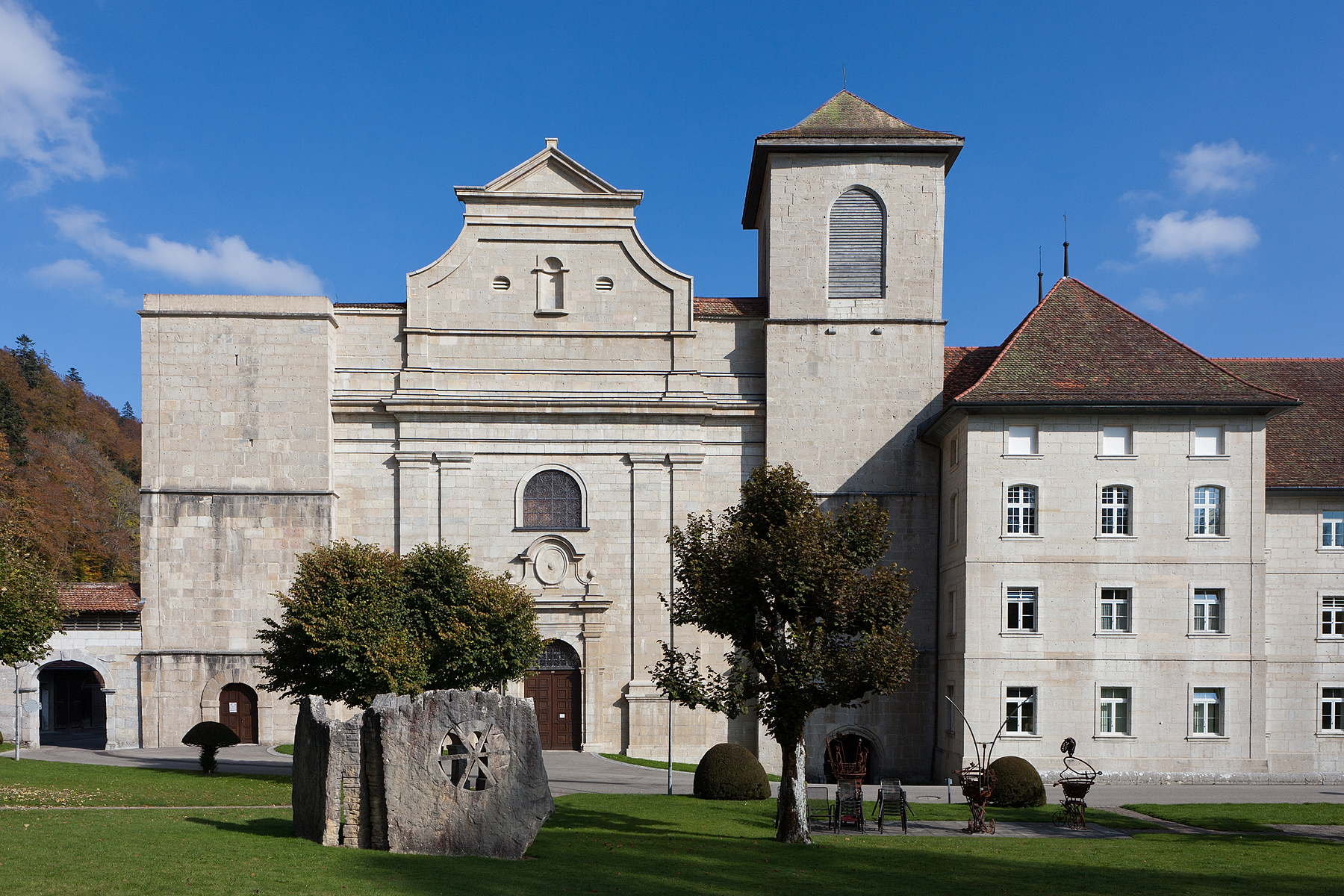
Церковь аббатства Бельле в Секуре (2011)

Бывшее премонстрантское аббатство Бельле входит в список Швейцарского реестра культурных ценностей национального и регионального значения. Весь комплекс бывшего аббатства входит в Перечень объектов наследия Швейцарии. Церковь аббатства является второй по величине церковью кантона. Монахи аббатства изобрели знаменитый сыр Tête de Moine.

## Политика
На федеральных выборах 2011 года самой популярной партией была Швейцарская народная партия, получившая 42,3 % голосов. Следующими тремя наиболее популярными партиями были Социал-демократическая партия (15,3 %), Консервативно-демократическая партия (10,7 %) и ещё одна местная партия (8,2 %). На федеральных выборах было подано в общей сложности 184 голоса, а явка избирателей составила 40,3 %.

## Экономика
По состоянию на 2011 год уровень безработицы в Секуре составлял 1,04 %. По состоянию на 2008 год в муниципалитете было занято в общей сложности 452 человека. Из них 45 человек были заняты в первичном секторе экономики, и в этом секторе работало около 19 предприятий. 17 человек были заняты во вторичном секторе, и в этом секторе было 4 предприятия. 390 человек были заняты в третичном секторе, и в этом секторе было 17 предприятий. В муниципалитете 321 житель был трудоустроен, из них женщины составляли 45,8 % рабочей силы.
В 2008 году насчитывалось в общей сложности 377 рабочих мест в эквиваленте полного рабочего дня. Число рабочих мест в первичном секторе составляло 33, все они были заняты в сельском хозяйстве. Число рабочих мест во вторичном секторе составляло 15, из которых трое были заняты в обрабатывающей промышленности и 12 — в строительстве. Число рабочих мест в третичном секторе составило 329. В третичном секторе 4 человека (или 1,2 %) были заняты в гостиницах и ресторанах, 17 человек (или 5,2 %) — в образовании и 293 человека (89,1 %) — в здравоохранении.
В 2000 году 229 работников приезжало на работу в Секур, а 167 — уезжало. Коммуна является чистым импортёром рабочей силы: на каждого уезжающего приходится примерно 1,4 въезжающего в муниципалитет работника. 154 работника (40,2 % от 383 работников коммуны) одновременно и жили, и работали в Секуре. Из работающего населения 6,5 % пользовались общественным транспортом, а 59,8 % — личным автомобилем.
В 2011 году средняя ставка местного и кантонального налога для женатого жителя Секура с двумя детьми, зарабатывающего 150 000 швейцарских франков, составляла 13,4 %, а для неженатого жителя — 19,7 %. Для сравнения, ставка для всего кантона в том же году составляла 14,2 % и 22,0 %, а по всей стране — 12,3 % и 21,1 % соответственно. В 2009 году в коммуне насчитывалось 247 налогоплательщиков. Из них 70 человек зарабатывали более 75 000 швейцарских франков в год. Два человека зарабатывали от 15 000 до 20 000 в год. Наибольшее число работников, 78, зарабатывали от 50 000 до 75 000 швейцарских франков в год. Средний доход группы с доходом свыше 75 000 франков в Секуре составил 103 389 швейцарских франков, а средний доход по всей Швейцарии — 130 478 швейцарских франков. В 2011 году в общей сложности 2,2 % населения получали прямую финансовую помощь от правительства.

## Религия
По данным переписи 2000 года, 377 человек, или 56,0 %, принадлежали к Швейцарской реформатской церкви, а 132 человека, или 19,6 %, были римскими католиками. Среди остального населения было 5 членов православной церкви (или около 0,74 % населения), и 73 человека (или около 10,85 % населения) принадлежали к другой христианской церкви. Ислам исповедовали 7 человек (или около 1,04 % населения). 1 человек был буддистом и 2 человека принадлежали к другой церкви. 39 человек (или около 5,79 % населения) не принадлежат ни к какой церкви, являются агностиками или атеистами, и 37 человек (или около 5,50 % населения) воздержались от ответа.

## Образование
В Секуре около 54,6 % населения получили необязательное полное среднее образование, а 12,4 % — дополнительное высшее образование (университет или Fachhochschule). Из 49 человек, получивших высшее образование в той или иной форме, указанных в переписи населения, 55,1 % — швейцарские мужчины, 32,7 % — швейцарские женщины.
Школьная система кантона Берн предусматривает один год необязательного детского сада, затем шесть лет начальной школы. Затем следуют три года обязательной первой средней школы, где учащиеся разделяются по способностям и склонностям. После первой ступени средней школы учащиеся могут посещать дополнительные занятия или поступать на производственную практику.
В 2011—2012 учебном году в Секуре в общей сложности 132 ученика посещали занятия. В коммуне был один класс детского сада с общим числом учащихся 10 человек. Из учащихся детского сада 30,0 % имеют родной язык, отличный от языка класса. Было 2 начальных класса и 40 учеников. Из учащихся начальных классов 2,5 % постоянно или временно проживали в Швейцарии (не являлись гражданами), а 17,5 % имели родной язык, отличный от языка класса. В том же году было 5 классов первой ступени средней школы с общим числом учащихся 82 человека. 3,7 % из них были постоянными или временными жителями Швейцарии (не гражданами), а 17,1 % имели родной язык, отличный от языка класса.
По состоянию на 2000 год в общей сложности 144 ученика посещали любую школу в коммуне. Из них 88 человек проживали и посещали школу там же, а 56 учащихся приехали из другого муниципалитета. В том же году 16 жителей посещали школы за пределами коммуны.